# ドラクエベビー&キッズ
ドラクエベビー&キッズは、アパレルのブランド。

## 概要
2019年7月19日に発表された。ゲーム会社のスクウェア・エニックスが展開するベビーとキッズ向け製品のアパレルブランドであり、同社の人気ゲームシリーズ「ドラゴンクエスト」をモチーフにした子供服の他、絵本や学習ドリルといった書籍などを販売。
ドラゴンクエストの第1作は1986年発売であり、当時のプレイヤーは子や孫ができる年代であることから、そのような年代のファン向けにこのブランドは誕生。商品はスクウェア・エニックス社内の子供のいる社員の実体験をもとにして開発したという。
2019年10月12日には誕生祝の贈り物にできるセットが発売され、2023年9月22日にはトイザらスでベビーとキッズ向けのウェアが発売された。